# Велоспорт на летних Олимпийских играх 2024 — командный спринт (мужчины)
Соревнования мужчин в командном спринте по трековому велоспорту на летних Олимпийских играх 2024 года прошли с 5 по 6 августа 2024 года на Национальном Велодроме Сен-Кантен-ан-Ивелин в городе Монтиньи-ле-Бретоннё.

## Формат соревнований
Командная спринтерская гонка состоит из трёх кругов (750 м). В каждой команде участвуют три велосипедиста. Каждый член команды должен лидировать на протяжении одного из кругов. Время команды отсчитывается с момента финиша последнего из трёх велосипедистов. 
Первым этапом соревнований является квалификация, в которой каждая команда стартует отдельно. По результатам квалификации команды разбиваются на пары (1-я и 8-я, 2-я и 7-я и т.д.) для участия в первом круге. В первом и медальном кругах  проводятся заезды с участием двух команд, стартующих с противоположных сторон трассы. Победители четырёх заездов первого круга проходят в медальный круг, где два самых быстрых победителя соревнуются в финале за золото, а два более медленных победителя соревнуются за бронзу. 

## Расписание
Соревнования продолжались в течение двух дней. Время начала соревнований указано местное (UTC+2)
| Дата                  | Время | Раунд          |
| --------------------- | ----- | -------------- |
| Понедельник 5 августа | 19:09 | Квалификация   |
| Вторник 6 августа     | 18:59 | Первый круг    |
| Вторник 6 августа     | 19:55 | Медальный круг |

## Призёры
| Золото                                                            | Серебро                                                 | Бронза                                                     |
| Нидерланды · Харри Лаврейсен · Джеффри Хогланд · Рой ван ден Берг | Великобритания · Джек Карлин · Хэмиш Тернбулл · Эд Лоуи | Австралия · Мэттью Ричардсон · Ли Хоффман · Мэттью Глетцер |

## Результаты

### Квалификация
| Место | Команда                                                           | Время  | Отставание | Примечание |
| ----- | ----------------------------------------------------------------- | ------ | ---------- | ---------- |
| 1     | Нидерланды · Харри Лаврейсен · Джеффри Хогланд · Рой ван ден Берг | 41,279 |            | OR         |
| 2     | Великобритания · Джек Карлин · Хэмиш Тернбулл · Эд Лоуи           | 41,862 | +0,583     |            |
| 3     | Австралия · Мэттью Ричардсон · Ли Хоффман · Мэттью Глетцер        | 42,072 | +0,793     |            |
| 4     | Япония · Каия Ота · Юта Обара · Ёситаку Нагасако                  | 42,174 | +0,895     |            |
| 5     | Франция · Себастьен Вижье · Райан Элаль · Флориан Гренгбо         | 42,267 | +0,988     |            |
| 6     | Китай · Чжоу Юй · Лю Ци · Го Шуай                                 | 42,606 | +1,327     |            |
| 7     | Германия · Лука Шпигель · Штефан Бёттихер · Максимилиан Дёрнбах   | 43,009 | +1,730     |            |
| 8     | Канада · Тайлер Рорк · Ник Ваммес · Джеймс Хеджкок                | 43,905 | +2,626     |            |

### Первый круг
| Заезд | Место | Команда                                                           | Время  | Примечание |
| ----- | ----- | ----------------------------------------------------------------- | ------ | ---------- |
| 1     | 1     | Франция · Себастьен Вижье · Райан Элаль · Флориан Гренгбо         | 42,376 | QB         |
| 1     | 2     | Япония · Каия Ота · Юта Обара · Ёситаку Нагасако                  | 42,569 |            |
| 2     | 1     | Австралия · Мэттью Ричардсон · Ли Хоффман · Мэттью Глетцер        | 42,336 | QB         |
| 2     | 2     | Китай · Чжоу Юй · Лю Ци · Го Шуай                                 | 42,635 |            |
| 3     | 1     | Великобритания · Джек Карлин · Хэмиш Тернбулл · Эд Лоуи           | 41,819 | QG         |
| 3     | 2     | Германия · Максимилиан Дёрнбах · Лука Шпигель · Ник Шрётер        | 42,348 |            |
| 4     | 1     | Нидерланды · Харри Лаврейсен · Джеффри Хогланд · Рой ван ден Берг | 41,191 | QG, WR     |
| 4     | 2     | Канада · Тайлер Рорк · Ник Ваммес · Джеймс Хеджкок                | 43,666 |            |

### Медальный круг
| Место      | Команда                                                           | Время  | Примечания |
| ---------- | ----------------------------------------------------------------- | ------ | ---------- |
| Финал      |                                                                   |        |            |
| 1          | Нидерланды · Харри Лаврейсен · Джеффри Хогланд · Рой ван ден Берг | 40,949 | WR         |
| 2          | Великобритания · Джек Карлин · Хэмиш Тернбулл · Эд Лоуи           | 41,814 |            |
| За 3 место |                                                                   |        |            |
| 3          | Австралия · Мэттью Ричардсон · Ли Хоффман · Мэттью Глетцер        | 41,597 |            |
| 4          | Франция · Себастьен Вижье · Райан Элаль · Флориан Гренгбо         | 41,993 |            |
| За 5 место |                                                                   |        |            |
| 5          | Япония · Каия Ота · Юта Обара · Ёситаку Нагасако                  | 42,078 |            |
| 6          | Германия · Максимилиан Дёрнбах · Лука Шпигель · Ник Шрётер        | 42,280 |            |
| За 7 место |                                                                   |        |            |
| 7          | Китай · Чжоу Юй · Лю Ци · Го Шуай                                 | 42,532 |            |
| 8          | Канада · Тайлер Рорк · Ник Ваммес · Джеймс Хеджкок                | 43,944 |            |